# Eddie Thomson
Edward Thomson – detto Eddie – (Rosewell, 25 febbraio 1947 – Sydney, 21 febbraio 2003) è stato un allenatore di calcio e calciatore scozzese, di ruolo difensore.
Muore nel 2003 per un linfoma non Hodgkin.

## Carriera

### Allenatore
Ha allenato l'Australia dal 1990 al 1996.